# Prizadeta vrsta (IUCN)
Prizadeta (EN) vrsta je  vrsta, ki jo je Svetovna zveza za varstvo narave (IUCN) uvrstila na svoj Rdeči seznam zaradi možnosti izumrtja. »Prizadeto« je v IUCN kategorizaciji drugo najresnejše ohranitveno stanje za populacije v naravi, takoj za Skrajno ogroženo (CR).
V to kategorijo spadajo tisti primerki flore in favne na Zemlji, ki jim grozi izumrtje zaradi človeškega vpliva ali naravnih dejavnikov. Izraz se največkrat nanaša na biološke vrste, lahko pa tudi na druge taksonomske kategorije, npr. podvrste.

## Seznam prizadetih vrst
Glavni članek: Rdeči seznam IUCN prizadetih vrst
Živali in rastline na spodnjem seznamu so primeri prizadetih vrst. Ta seznam ni popoln. Stanje ogroženosti vrste je po Rdečem seznamu IUCN iz leta 2006 in se lahko vsako leto spremeni.
- Seznam taksonov kraljestva Chromista po kategoriji ogroženosti
- Seznam prizadetih dvoživk
- Seznam prizadetih členonožcev
- Seznam prizadetih ptic
- Seznam prizadetih rib
- Seznam prizadetih žuželk
- Seznam prizadetih nevretenčarjev
- Seznam prizadetih sesalcev
- Seznam prizadetih mehkužcev
- Seznam prizadetih plazilcev
- Seznam prizadetih gliv po kategoriji ogroženosti
- Rdeči seznami IUCN prizadetih vrst

### Prizadete živali
- Ailuropoda melanoleuca - Orjaški panda - EN
- Ailurus fulgens - Mačji panda ali mačji medved ali mali panda - EN
- Apteryx mantelli - Kiviji - EN
- Balaenoptera borealis - Zajval ali borealni kit - EN
- Balaenoptera musculus - Sinji kit - EN
- Balaenoptera physalus - Hrbtopluti kit ali brazdasti kit - EN
- Bos javanicus - Banteng - EN
- Caretta caretta  - Glavata kareta - EN
- Chelonia mydas  - Orjaška črepaha - EN
- Crocodylus rhombifer - Kubanski krokodil - EN
- Daubentonia madagascariensis - Aje aje ali dolgoprstež - EN
- Enhydra lutris - Morska vidra  - EN
- Equus grevyi - Grevyjeva zebra ali kraljeva zebra - EN
- Elephas maximus - Indijski slon - EN
- Gorilla beringei - Gorska gorila - EN
- Gorilla gorilla - Zahodna nižinska gorila - EN
- Leontopithecus chrysomelas - Zlatoglavi levič - EN
- Lepidochelys olivacea - Zelenkasta želva – EN
- Monachus schauinslandi - Havajska medvedjica - EN
- Panthera tigris - Tiger - EN
- Pantholops hodgsonii - Tibetanska antilopa ali čiru ali orongo  - EN
- Pan paniscus - Pritlikavi šimpanz ali bonobo  - EN
- Pan troglodytes - Navadni šimpanz - EN
- Sebastes fasciatus – Akadijski rdeči okun - EN
- Uncia uncia - Snežni leopard - EN

### Prizadete rastline
Decembra 2015 je bilo na seznamu uvrščenih 3716 vrst rastlin in gliv s statusom prizadeta (EN).

## Galerija
- Ogrožena islandska lisica.
- Čeprav je ogrožena, je morska vidra relativno številna.
- Slika lobanj ameriškega bizona iz časov po 1870. Leta 1890 se je število bizonov skrčilo na 750.
- Nedorasel kalifornijski kondor.
- Morska želva
- Azijska arowana
- kritično ogrožena morska želva